# Ashleigh Brewer
Ashleigh May Brewer (ur. 9 grudnia 1990 w Brisbane) – australijska aktorka, znana głównie z roli Alany w pierwszym sezonie serialu The Sleepover Club.

## Filmografia
- 2003: The Sleepover Club – Alana
- 2005: Policjanci z Mt. Thomas – Lelah Burton
- 2006–2008: H2O – wystarczy kropla – Gracie Watsford
- 2009–2014: Sąsiedzi – Kate Ramsay
- 2014–2018, 2024–: Moda na sukces – Ivy Forrester
- 2018–2019: Zatoka serc – Chelsea Campbell
- 2018: Moja kolacja z Hervé – Camille Hagen
- 2019: Lovestruck – Greta